# Schleifeck
Das Schleifeck ist ein 2048 m ü. A. hoher Berg in der Obersteiermark, der zu den Gaaler Tauern gehört und 1,3 Kilometer südlich des 15 Meter höher gelegenen Schleifkogels in der Katastralgemeinde Sankt Johann am Tauern Sonnseite innerhalb der Gemeinde Pölstal liegt. Das Schleifeck ist somit der niedrigste der acht Zweitausender des Kesseleckkamms.

## Lage
Das Schleifeck liegt eineinhalb Kilometer nordwestlich des Amachkogels und 1,3 Kilometer südlich des Schleifkogels. Westlich des Schleifecks liegt die Steineralm, wo der Schleifbach entspringt. Östlich liegt die Bärntalalm mit dem dort entspringenden Bärntalbach. Diese Gewässer werden über den Pölsbach entwässert.

## Touristische Bedeutung
Das Schleifeck ist auf einer zwölf Kilometer langen Route von Sankt Johann am Tauern zum Lärchkogel (2258 m ü. A.) als Zwischenetappe angegeben, die sechs Stunden in Anspruch nimmt. Eine vierstündige Wanderung auf einer anderen Strecke führt von Sankt Johann am Tauern über das Schleifeck zum Schleifkogel (2063 m ü. A.) und wieder zurück; hier werden 17,5 Kilometer zurückgelegt.
Eine zehnstündige und 22,5 Kilometer lange Rundwanderung, die beim Wirtshaus Bruckenhauser (1112 m ü. A.) startet, führt über die Franzlbauerhütte (1411 m ü. A.), das Knaudachtörl (2009 m ü. A.), den Knaudachkogel (2227 m ü. A.), die Hochleitenspitze (2329 m ü. A.), den Amachkogel (2312 m ü. A.) und den Lärchkogel (2258 m ü. A.) auf das Schleifeck. Nach dem Schleifeck führt die Route über den Schleifkogel (2063 m ü. A.) zum Ausgangspunkt zurück.
Eine Wanderung von Sankt Johann am Tauern über den Schleifkogel auf das Schleifeck, danach auf den Lärchkogel und dann wieder zum Ausgangspunkt dauert fünfeinhalb bis sieben Stunden. Diese Route gilt als gute Möglichkeit für eine Schneeschuhwanderung. Wird die Route durch den Schleifgraben gewählt, muss der Weg selbst gesucht werden, da Wegzeichen teilweise nicht mehr vorhanden sind. Diese Route gilt als „konditionsfordernd, aber aussichtsreich“.
Ein markierter dreistündiger Weg zum Schleifeck führt über das Gehöft Siegl und die Sieglalm auf 1163 m ü. A.